# Flamme du Goutier
Flamme du Goutier, född 11 juli 2015, är en fransk varmblodig travhäst. Hon tränas av Thierry Duvaldestin och körs av Théo Duvaldestin eller rids i lopp av Antoine Wiels eller Mathieu Mottier
Flamme du Goutier började tävla 2017 och segrade i sin debut och sedan tog hon sin andra seger i karriärens tredje start. Hon sprang under sin  karriär in 1,2 miljoner euro på 45 starter varav 15 segrar, 4 andraplatser och 3 tredjeplatser. Hon tog karriärens största seger i Prix de Cornulier (2022, 2023).
Hon har även segrat i Prix de Normandie (2020), Prix de l'Île-de-France (2021), Prix des Centaures (2021) och Prix de Lille (2021). Hon har även kommit på andraplats i Prix des Élites (2020), Prix de Cornulier (2021), Prix de Bourgogne (2023) och på tredjeplats i Critérium des 5 ans (2020) och Prix d'Amérique (2022).